# 比尔·卡尔 (田径运动员)
威廉·“比尔”·阿瑟·卡尔（英語：William "Bill" Arthur Carr，1909年10月24日—1966年1月14日），美国男子田径运动员。他曾在1932年夏季奥运会田径比赛中获得男子400米和4×400米接力金牌。2008年，卡尔入选美国国家田径名人堂。